# 4704 Sheena
4704 Sheena eller 1988 BE5 är en asteroid i huvudbältet som upptäcktes den 28 januari 1988 av den australiensiske astronomen Robert H. McNaught vid Siding Spring-observatoriet. Den är uppkallad efter upptäckarens syster, Sheena F. Phillips.
Asteroiden har en diameter på ungefär 5 kilometer och den tillhör asteroidgruppen Eunomia.